# New Hampton (Iowa)
New Hampton ist eine Stadt mit dem Status „City“ und Verwaltungssitz des Chickasaw County im US-amerikanischen Bundesstaat Iowa.
Das U.S. Census Bureau hat bei der Volkszählung 2020 eine Einwohnerzahl von 3.494 ermittelt.

## Geographie
New Hampton liegt im Nordosten Iowas, rund 100 km westlich des Mississippi, der die Grenze Iowas zu Wisconsin und Illinois bildet. Die Grenze zu Minnesota verläuft rund 50 km nördlich von New Hampton.
Die geografischen Koordinaten von New Hampton sind 43°03′33″ nördlicher Breite und 92°19′04″ westlicher Länge. Die Stadt erstreckt sich über eine Fläche von 8,18 km² und verteilt sich über die New Hampton und die Dayton Township.
Nachbarorte von New Hampton sind Lawler (13,6 km östlich), Waucoma (25,1 km in der gleichen Richtung), Fredericksburg (19,9 km südöstlich), Frederika (20,5 km südlich), Nashua (28 km südwestlich), Ionia (12,5 km westsüdwestlich), Bassett (17,6 km westlich), North Washington (14,6 km nordwestlich), und Alta Vista (23,5 km nordnordwestlich).
Die nächstgelegenen größeren Städte sind Rochester in Minnesota (116 km nördlich), La Crosse in Wisconsin (153 km nordöstlich), Wisconsins Hauptstadt Madison (273 km östlich), Dubuque an der Schnittstelle der Staaten Iowa, Wisconsin und Illinois (183 km ostsüdöstlich), Cedar Rapids (152 km südöstlich), die Quad Cities in Iowa und Illinois (279 km in der gleichen Richtung), Waterloo (64,3 km südlich), Iowas Hauptstadt Des Moines (242 km südwestlich) und die Twin Cities in Minnesota (Minneapolis und Saint Paul) (251 km nordnordwestlich).

## Verkehr
Am westlichen Stadtrand von New Hampton treffen die U.S. Highways 18 und 63 zusammen. Der Iowa State Highway 24 führt in West-Ost-Richtung als Hauptstraße durch das Zentrum der Stadt. Alle weiteren Straßen sind untergeordnete Landstraßen, teils unbefestigte Fahrwege sowie innerörtliche Verbindungsstraßen.
Von West nach Ost führt eine Eisenbahnstrecke für den Frachtverkehr der Canadian Pacific Railway (CP) durch das Stadtgebiet von New Hampton.
Der nächste Flughafen ist der 64 km südlich gelegene Waterloo Regional Airport, von wo aus durch Zubringerflüge mehrerer Fluggesellschaften Anschluss an die Großflughäfen Chicago O’Hare und Minneapolis-Saint Paul besteht.

## Bevölkerung
Nach der Volkszählung im Jahr 2010 lebten in New Hampton 3571 Menschen in 1555 Haushalten. Die Bevölkerungsdichte betrug 436,6 Einwohner pro Quadratkilometer. In den 1555 Haushalten lebten statistisch je 2,2 Personen.
Ethnisch betrachtet setzte sich die Bevölkerung zusammen aus 96,0 Prozent Weißen, 0,3 Prozent Afroamerikanern, 0,1 Prozent amerikanischen Ureinwohnern, 0,5 Prozent Asiaten sowie 2,5 Prozent aus anderen ethnischen Gruppen; 0,4 Prozent stammten von zwei oder mehr Ethnien ab. Unabhängig von der ethnischen Zugehörigkeit waren 3,9 Prozent der Bevölkerung spanischer oder lateinamerikanischer Abstammung.
22,9 Prozent der Bevölkerung waren unter 18 Jahre alt, 54,1 Prozent waren zwischen 18 und 64 und 23,0 Prozent waren 65 Jahre oder älter. 52,6 Prozent der Bevölkerung waren weiblich.
Das mittlere jährliche Einkommen eines Haushalts lag bei 40.873 USD. Das Pro-Kopf-Einkommen betrug 22.496 USD. 10,1 Prozent der Einwohner lebten unterhalb der Armutsgrenze.

## Bekannte Bewohner
- Waldo E. Smith (1900–1994) – Geowissenschaftler – geboren und aufgewachsen in New Hampton
- Greg Ganske (* 1949) – republikanischer Abgeordneter des US-Repräsentantenhauses (1995–2003) – geboren und aufgewachsen in New Hampton
- Sarah Utterback (* 1982) – Schauspielerin – geboren und aufgewachsen in New Hampton